# Le Ménil-Ciboult
Le Ménil-Ciboult é uma comuna francesa na região administrativa da Normandia, no departamento Orne. Estende-se por uma área de 6,21 km². Em 2010 a comuna tinha 115 habitantes (densidade: 18,5 hab./km²).